# España en los Juegos Olímpicos de Helsinki 1952
España estuvo representada en los Juegos Olímpicos de Helsinki 1952 por una delegación de 29 deportistas (todos hombres) que participaron en 6 deportes. El portador de la bandera en la ceremonia de apertura fue el remero Luis Omedes Calonge.
Responsable del equipo olímpico fue el Comité Olímpico Español (COE), así como las federaciones deportivas nacionales de cada deporte con participación.

## Medallas
El equipo olímpico español consiguió durante los Juegos las siguientes medallas:
| Nombre            | Deporte | Competición  | Fecha       |
| ----------------- | ------- | ------------ | ----------- |
| Oro               |         |              |             |
| —                 |         |              |             |
| Plata             |         |              |             |
| Ángel León Gozalo | Tiro    | Pistola 50 m | 25 de julio |
| Bronce            |         |              |             |
| —                 |         |              |             |

### Por deporte
| Evento | Oro | Plata | Bronce | Total |
| ------ | --- | ----- | ------ | ----- |
| Tiro   | 0   | 1     | 0      | 1     |
| TOTAL  | 0   | 1     | 0      | 1     |

## Diplomas olímpicos
En estos Juegos como venía sucediendo desde los Juegos Olímpicos de Londres 1948 y como sucedería hasta los de Los Ángeles 1984 recibían diploma olímpico los atletas clasificados hasta el sexto puesto. El equipo español no obtuvo ningún diploma olímpico en estos Juegos aparte del correspondiente al único medallista.

## Participantes por deporte
De los 17 deportes (20 disciplinas) reconocidos por el COI en los Juegos Olímpicos de verano, se contó con representación española en 6 deportes (7 disciplinas). 
| N.º | Deporte            | H  | M | T  |
| 1   | Atletismo          | 0  | 0 | 0  |
| 2   | Baloncesto         | 0  | – | 0  |
| 3   | Boxeo              | 0  | – | 0  |
| 4   | Ciclismo en ruta   | 0  | – | 0  |
| 4   | Ciclismo en pista  | 0  | – | 0  |
| 5   | Esgrima            | 0  | 0 | 0  |
| 6   | Fútbol             | 0  | – | 0  |
| 7   | Gimnasia artística | 1  | 0 | 1  |
| 8   | Halterofilia       | 0  | – | 0  |
| 9   | Hípica             | 6  | 0 | 6  |
| 10  | Hockey             | 0  | – | 0  |
| 11  | Lucha              | 0  | – | 0  |
| 12  | Natación           | 3  | 0 | 3  |
| 12  | Saltos             | 0  | 0 | 0  |
| 12  | Waterpolo          | 8  | – | 8  |
| 13  | Pentatlón moderno  | 0  | – | 0  |
| 14  | Piragüismo         | 0  | 0 | 0  |
| 15  | Remo               | 6  | – | 6  |
| 16  | Tiro               | 4  | – | 4  |
| 17  | Vela               | 1  | 0 | 1  |
|     | TOTAL              | 29 | 0 | 29 |